# Ditopella ditopa
Ditopella ditopa är en svampart som först beskrevs av Elias Fries, och fick sitt nu gällande namn av Joseph Schröter 1888. Ditopella ditopa ingår i släktet Ditopella och familjen Gnomoniaceae.  Arten är reproducerande i Sverige. Inga underarter finns listade i Catalogue of Life.